# Patera de Payne-Gaposchkin
Payne-Gaposchkin Patera
Pour les articles homonymes, voir Payne-Gaposchkin.
La patera de Payne-Gaposchkin (désignation internationale : Payne-Gaposchkin Patera) est une patera située sur Vénus dans le quadrangle d'Isabella. Elle a été nommée en référence à Cecilia Payne-Gaposchkin, astronome américaine (1900–1979).